# Guibemantis timidus
Espèce
Synonymes
- Mantidactylus timidus Vences & Glaw, 2005

Statut de conservation UICN

 LC  : Préoccupation mineure
Guibemantis timidus  est une espèce d'amphibiens de la famille des Mantellidae.

## Répartition
Cette espèce est endémique de Madagascar. Elle se rencontre, en plaine, dans plusieurs localités de l'Est de l'île ainsi que sur l'île Sainte-Marie,.

## Description
Les 9 spécimens mâles adultes observés lors de la description originale mesurent entre 33,7 mm et 55,4 mm de longueur standard et le spécimen femelle adulte observé lors de la description originale mesure 44,1 mm de longueur standard.

## Étymologie
Son nom d'espèce, latin, timidus, « timide », lui a été donné en référence à son chant d'appel discret de cette espèce.

## Publication originale
- Vences & Glaw, 2005 : A new species of Mantidactylus from the east coast of Madagascar and its molecular phylogenetic relationships within the subgenus Guibemantis. Herpetological Journal, vol. 15, p. 37-44 (texte intégral).